# کاسالگاس
کاسالگاس (به اسپانیایی: Cazalegas) یک شهرستان در اسپانیا است که در استان تولدو واقع شده‌است.

## خصوصیات
کاسالگاس ۳۰ کیلومترمربع مساحت و ۱٬۵۶۱ نفر جمعیت دارد و ۴۴۰ متر بالاتر از سطح دریا واقع شده‌است.